# Muraltia acicularis
Muraltia acicularis är en jungfrulinsväxtart som beskrevs av William Henry Harvey. Muraltia acicularis ingår i släktet Muraltia och familjen jungfrulinsväxter. Inga underarter finns listade i Catalogue of Life.